# 岡地駅 (天竜浜名湖鉄道)
岡地駅（おかじえき）は、静岡県浜松市浜名区細江町中川にある天竜浜名湖鉄道天竜浜名湖線の駅である。
1987年（昭和62年）3月、国鉄二俣線第三セクター化と同時に新設された。

## 歴史
- 1987年（昭和62年）3月15日：気賀高校前駅（きがこうこうまええき）として新設[1]。1964年（昭和39年）まで、遠州鉄道奥山線が北側を併走し付近に岡地駅が設置されていたが、その頃に当駅はなかった。
- 2015年（平成27年）3月14日：静岡県立気賀高等学校、静岡県立三ヶ日高等学校、静岡県立引佐高等学校の3高校が統合され静岡県立浜松湖北高等学校が新設。気賀高校の閉校に伴い、駅周辺の地区名を取り岡地駅に改称[2]。
- 2022年（令和4年）6月8日：『AKB48✕天浜線』コラボ企画として、AKB48メンバーの山内瑞葵が命名した「意外に忘れていないもんだね駅」を副駅名として付けられる（～9月30日）[3]。

## 駅構造
線路北側に簡単な上屋が付いた単式ホーム1面1線を有する地上駅。
無人駅である。

## 利用状況
開業以降の乗車人員及び降車人員の推移は以下の通り。なお、2014年度（平成26年度）までは、気賀高校前駅のものを掲載している。
| 年間の乗車人員・降車人員の推移 | 年間の乗車人員・降車人員の推移 | 年間の乗車人員・降車人員の推移 | 年間の乗車人員・降車人員の推移 |
| 年度                           | 天竜浜名湖鉄道                 | 天竜浜名湖鉄道                 | 出典・備考                     |
| 年度                           | 乗車人員                       | 降車人員                       | 出典・備考                     |
| ------------------------------ | ------------------------------ | ------------------------------ | ------------------------------ |
| 1987年度（昭和62年度）         | 33,437 人                      | 33,970 人                      | [ 4 ]                          |
| 1988年度（昭和63年度）         | 38,726 人                      | 38,154 人                      | [ 5 ]                          |
| 1989年度（平成元年度）         | 40,979 人                      | 41,279 人                      | [ 6 ]                          |
| 1990年度（平成2年度）          | 36,642 人                      | 35,922 人                      | [ 7 ]                          |
| 1991年度（平成3年度）          | 34,907 人                      | 35,317 人                      | [ 8 ]                          |
| 1992年度（平成4年度）          | 29,191 人                      | 29,184 人                      | [ 9 ]                          |
| 1993年度（平成5年度）          | 23,585 人                      | 24,626 人                      | [ 10 ]                         |
| 1994年度（平成6年度）          | 20,880 人                      | 21,674 人                      | [ 11 ]                         |
| 1995年度（平成7年度）          | 22,043 人                      | 21,975 人                      | [ 12 ]                         |
| 1996年度（平成8年度）          | 20,742 人                      | 21,946 人                      | [ 13 ]                         |
| 1997年度（平成9年度）          | 17,873 人                      | 19,029 人                      | [ 14 ]                         |
| 1998年度（平成10年度）         | 25,211 人                      | 26,726 人                      | [ 15 ]                         |
| 1999年度（平成11年度）         | 23,900 人                      | 27,792 人                      | [ 16 ]                         |
| 2000年度（平成12年度）         | 20,645 人                      | 24,243 人                      | [ 17 ]                         |
| 2001年度（平成13年度）         | 21,709 人                      | 25,749 人                      | [ 18 ]                         |
| 2002年度（平成14年度）         | 19,805 人                      | 23,494 人                      | [ 19 ]                         |
| 2003年度（平成15年度）         | 19,726 人                      | 20,281 人                      | [ 20 ]                         |
| 2004年度（平成16年度）         | 21,613 人                      | 22,093 人                      | [ 21 ]                         |
| 2005年度（平成17年度）         | 21,259 人                      | 21,661 人                      | [ 22 ]                         |
| 2006年度（平成18年度）         | 25,749 人                      | 25,778 人                      | [ 23 ]                         |
| 2007年度（平成19年度）         | 24,979 人                      | 25,052 人                      | [ 24 ]                         |
| 2008年度（平成20年度）         | 28,476 人                      | 28,785 人                      | [ 25 ]                         |
| 2009年度（平成21年度）         | 27,847 人                      | 27,615 人                      | [ 26 ]                         |
| 2010年度（平成22年度）         | 32,607 人                      | 32,384 人                      | [ 27 ]                         |
| 2011年度（平成23年度）         | 35,373 人                      | 37,281 人                      | [ 28 ]                         |
| 2012年度（平成24年度）         | 32,699 人                      | 32,353 人                      | [ 29 ]                         |
| 2013年度（平成25年度）         | 39,000 人                      | 37,187 人                      | [ 30 ]                         |
| 2014年度（平成26年度）         | 36,808 人                      | 36,443 人                      | [ 31 ]                         |
| 2015年度（平成27年度）         | 12,529 人                      | 12,743 人                      | [ 32 ]                         |
| 2016年度（平成28年度）         | 8,714 人                       | 9,449 人                       | [ 33 ]                         |

## 駅周辺
ある程度住宅がある。
- 国道362号
- ファッションセンターしまむら 細江店
- 遠鉄バス43引佐線「五日市」停留所：浜松駅行、気賀駅前行
- ハローワーク細江
- 静岡県立浜松みをつくし特別支援学校

## 隣の駅
天竜浜名湖鉄道
■天竜浜名湖線
金指駅 - 岡地駅 - 気賀駅